# Cape Canaveral

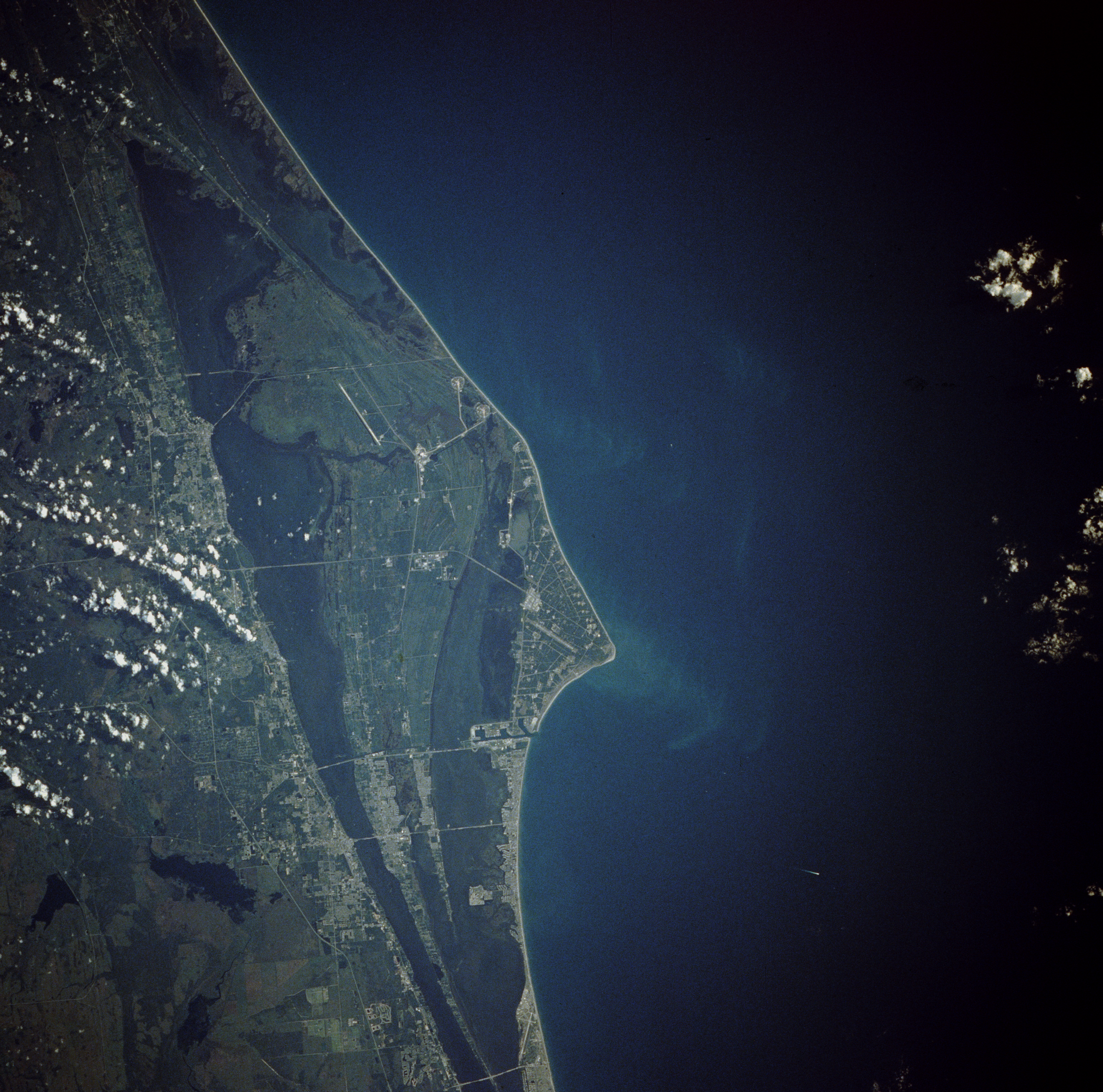
Cape Canaveral från rymden, augusti 1991

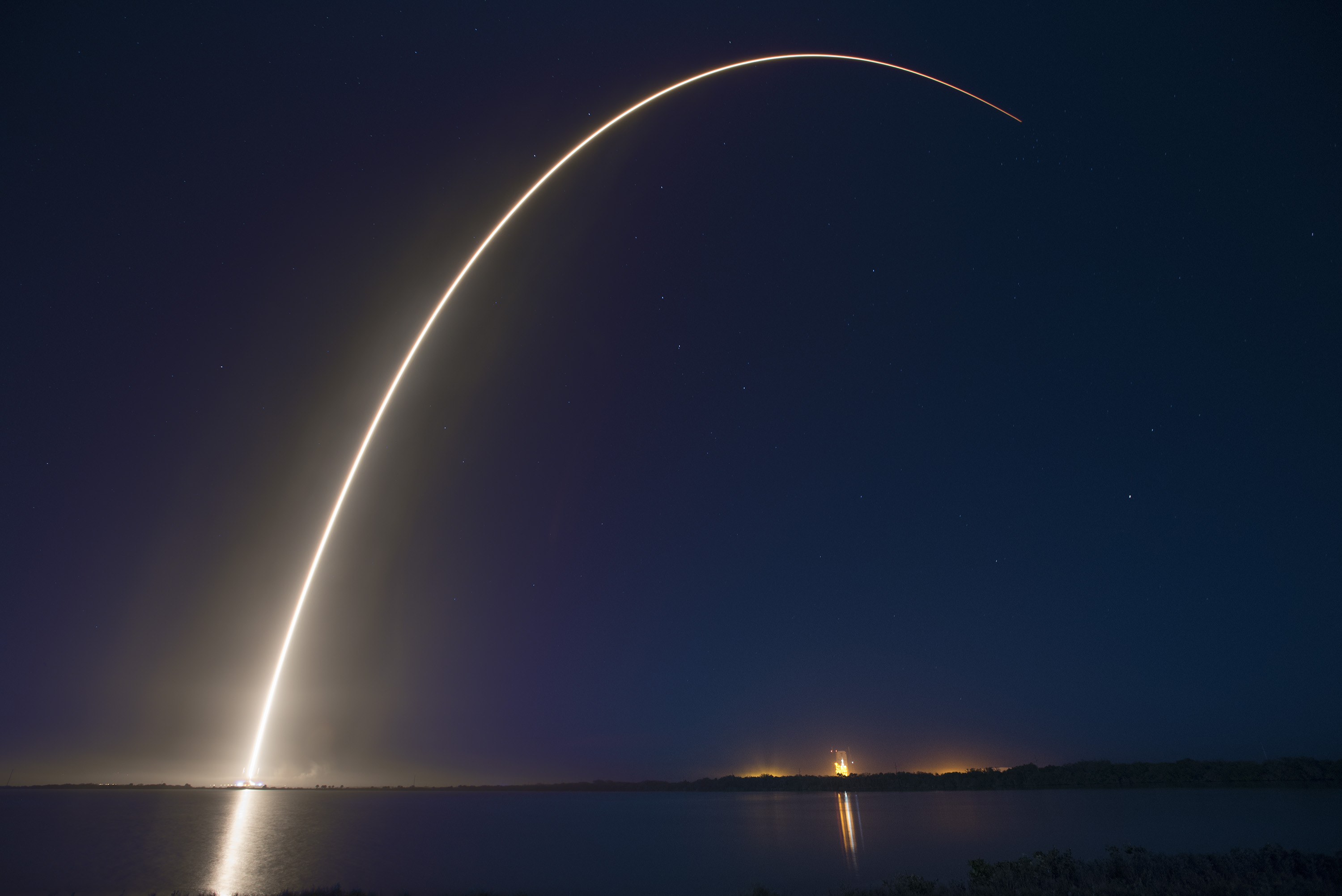
Falcon 9 flight 16, natten för uppskjutningen från Cape Canaveral den 2 mars 2015

Cape Canaveral är en landremsa i Brevard County längs Floridas atlantkust, USA. Cape Canaveral ligger på Merritt Island, ett område känt som Rymdkusten (The Space Coast) på grund av Kennedy Space Center, varifrån de flesta av USA:s rymdfarkoster skjuts upp och Cape Canaveral Air Force Station, en närbelägen flygbas där en start- och landningsbana, rekordflygningar med GlobalFlyer har även startat här. 
Namnet Cape Canaveral har använts i 400 år. Under en tioårsperiod, 1963–1973, hette området Cape Kennedy för att hedra den mördade presidenten John F. Kennedy. Han drev på USA:s engagemang som stormakt inom rymdindustrin, men hans verkliga intresse för rymden och rymdprogrammet är omdiskuterat. Namnbytet mötte kritik i Florida, framförallt i staden Cape Canaveral. År 1973 ändrades namnet åter till Cape Canaveral.
Den första raket som avfyrades från Cape Canaveral var Bumper 8 den 24 juli 1950. Den 6 februari 1959 gjordes den första lyckade uppskjutningen av en Titan I raket, en så kallad interkontinental ballistisk robot. Alla Amerikas bemannade rymdfarkoster har skjutits upp härifrån sedan dess.
NASA:s val av Cape Canaveral för sina uppskjutningar hänger ihop med Jordens rotation, ju närmare ekvatorn man kommer desto större är centrifugalverkan, någonting man drar nytta av inom rymdfarten. För att dra mest nytta av rotationen sänds raketerna upp i östlig kurs. En annan orsak till valet av Cape Canaveral var att det är ganska sparsamt befolkat och att det ligger vid ett hav, vilket är bra ifall någonting går fel, då risken för att någon på marken ska skadas av fallande delar då är minimal. Dessutom så är det varmare klimatet i Florida att föredra då mycket av utrustningen är känslig för kyla. Orkaner är dock ett återkommande problem.
Namnet Canaveral (Cañaveral på spanska) gavs av de spanska upptäckarna och betyder bokstavligen käppbrytare.